# Xserve

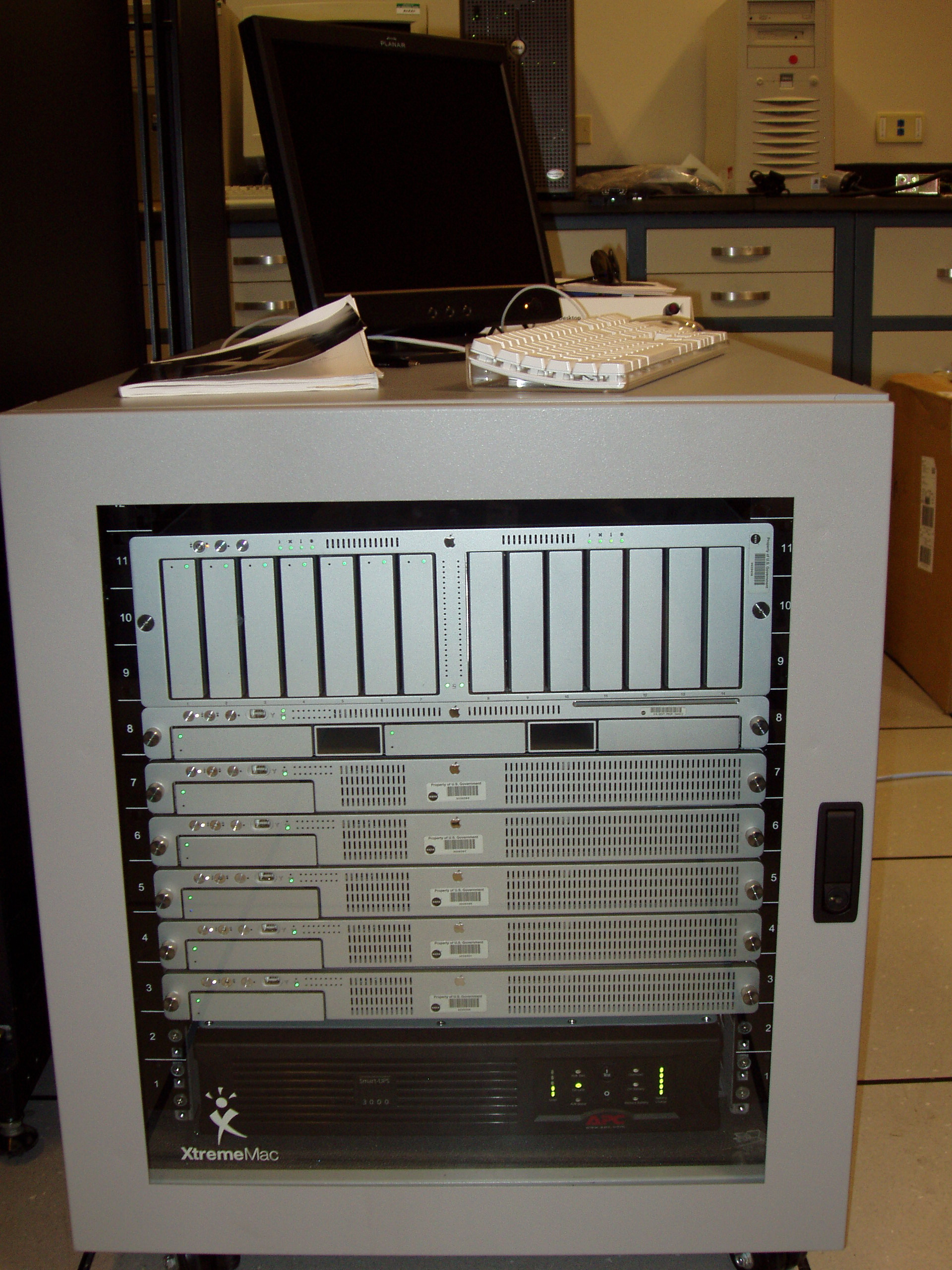

Xserve(엑스서브)는 애플이 서버용으로 설계한 랙 유닛 컴퓨터 라인이다. 2002년 선보였으며 1996년 애플 네트워크 서버 이후로 애플 최초의 할당 서버 하드웨어 디자인이다. 이 시점에 파워 매킨토시 G3와 G4 모델들은 매킨토시 서버 G4와 매킨토시 서버 G4로 리브랜딩되었고 기가비트 이더넷 카드, 울트라와이드 SCSI 카드, 추가 대형 및 고속 하드 드라이브 등이 추가되었다.